# Ruud Huysmans
Rudolfus Gerard Willem (Ruud) Huysmans (Eindhoven, 30 augustus 1935) is een priester van het Bisdom Rotterdam en kerkjurist.

## Kerkelijke loopbaan
Huysmans volgde het grootseminarie in Warmond en werd in 1959 door bisschop Jansen in de Sint-Laurentius en Ignatiuskathedraal in Rotterdam tot priester gewijd. Hij studeerde in Rome kerkelijk recht. Van 1967 tot 1972 was hij verbonden aan het Pastoraal Instituut van de Nederlandse Kerkprovincie (PINK). Van 1967 tot 2004 was hij lector en hoogleraar kerkrecht aan de KTU te Amsterdam, aan de KTU te Utrecht en ten slotte aan de Faculteit Kerkelijk Recht van de Katholieke Universiteit Leuven.
In 1992 volgde hij als eerste katholiek de gereformeerde hoogleraar dr. D.C. Mulder op als voorzitter van de Raad van Kerken in Nederland waarbij een kleine twintig kerken zijn aangesloten. Eerder leidde hij de katholieke Sint-Willibrordvereniging voor de oecumene. Huysmans werd door de Paus onderscheiden met de eretitel monseigneur (mgr. Kapelaan van Zijne Heiligheid).
Van 1986 tot 2000 was hij deeltijds pastoor in Voorburg. Anno 2010 adviseert hij kerkrechtelijk katholieken en instellingen (bijvoorbeeld Pierre Valkering ) en is betrokken bij de dialoog tussen religieuze en levensbeschouwelijke locaties en het oecumenisch drugspastoraat in Amsterdam.
Huysmans behoort tot de neomodernistische stroming binnen de Katholieke Kerk in Nederland. In 2009 vierde hij zijn vijftigjarig priesterjubileum.

## Zaak Huysmans
In 2000 sloten Huysmans en de theologe Freda Dröes een geregistreerd partnerschap. Beiden claimden dat zij niet samenwoonden, geen gezamenlijke huishouding voerden; Huysmans stelde verder dat hij ook het celibaat strikt nakwam.
De Nederlandse bisschoppen waren door dit geregistreerd partnerschap ernstig in verlegenheid gebracht. Huysmans is niet alleen een kerkjurist, hij was indertijd ook voorzitter van de Raad van Kerken in Nederland en ook proost (voorzitter) van het kapittel van het bisdom Rotterdam, het hoogste adviesorgaan van de lokale bisschop.
Huysmans bleef in zijn functie. Op verzoek van bisschop Van Luyn diende Huysmans een aanvraag in om het partnerschap te verbreken. Deze civiele procedure strandde. Daarop spande Van Luyn een kerkelijke strafrechtprocedure aan. Op 26 augustus 2004 werden de aanklacht en de pleidooien in de zaak Huysmans gevoerd. Vijf jaar later kwam de uitspraak: Huysmans werd vrijgesproken, omdat in deze kwestie de onverenigbaarheid van burgerlijk en kerkelijk recht niet aan Huysmans verweten kon worden. Van Luyn had in deze zaak in beroep kunnen gaan bij Rome maar heeft, net als Huysmans zelf, daarvan afgezien. Feitelijk is er voor dit ene geval sprake van een gedoogconstructie; de Nederlandse bisschoppen hebben vlak na Huysmans' geregistreerd partnerschap dit gat in de kerkelijke wetgeving gedicht: voortaan mag het niet meer. Maar zij konden noch mochten dit bepalen met terugwerkende kracht.